# جوش بلاكي
جوش بلاكي (بالإنجليزية: Josh Blackie)‏ هو لاعب اتحاد الرغبي نيوزيلندي، ولد في 3 أغسطس 1979 في أوكلاند في نيوزيلندا.

## وصلات خارجية
- جوش بلاكي على موقع سلسلة سباعيات الرغبي العالمية - رجال (الإنجليزية)
- جوش بلاكي على موقع اتحاد ألعاب الكومنولث (مؤرشف) (الإنجليزية)